# Джон Ейнсворт-Девіс
Джон Крейтон Ейнсворт-Девіс (англ. John Creyghton Ainsworth-Davis; нар. 23 квітня 1895 — пом. 3 січня 1976) — британський легкоатлет, який спеціалізувався в бігу на короткі дистанції, пізніше — хірург.

## Із життєпису
Олімпійський чемпіон в естафеті 4×400 метрів (1920).
Фіналіст Олімпіади-1920 з бігу на 400 метрів (5-е місце)
Завершив спортивну кар'єру 1921 року, по закінченні якої став відомим хірургом-урологом та був секретарем Королівського медичного товариства.
Випускник Кембриджського університету.
Ветеран Першої світової війни.

## Основні міжнародні виступи
| Рік  | Змагання         | Місто     | Місце | Дисципліна |
| ---- | ---------------- | --------- | ----- | ---------- |
| 1920 | Олімпійські ігри | Антверпен | 5     | 400 м      |
| 1920 | 1                | 4×400 м   |       |            |